# Sparate a vista
Sparate a vista! (Pretty Boy Floyd) è un film del 1960 diretto da Herbert J. Leder, con John Ericson e Barry Newman.

## Colonna sonora

### Tracce
1. Pretty Boy Floyd Theme
2. Speakeasy
3. Kansas City Caper
4. Between Two Loves
5. Pretty Boy Blues
6. Pyromania
7. Easy Beat
8. He Moves Me
9. Requiem
10. Affair at the Local Bank
11. Dust

## Opere derivate
Una sorta di remake venne girato dieci anni dopo, nel 1970, con il titolo Un proiettile per Pretty Boy, diretto da Larry Buchanan, con Fabian.